# Idaea calcearia
Idaea calcearia là một loài bướm đêm trong họ Geometridae.